# Mainz (Schiff, 1929)
Die Mainz ist ein 1928/29 für die Dampfschiffahrts-Gesellschaft für den Nieder- und Mittelrhein (DGNM) gebauter Seitenraddampfer, der von der Köln-Düsseldorfer Deutsche Rheinschiffahrt im Plandienst auf dem Rhein eingesetzt wurde. Sie war das tausendste von der Schiffswerft Christof Ruthof fertiggestellte Schiff und zudem der letzte für die Köln-Düsseldorfer gebaute Raddampfer. Die Mainz überstand den Zweiten Weltkrieg als einziges Schiff der Reederei fahrfähig, wurde dann aber bei einer Havarie am 12. Juni 1956 so schwer beschädigt, dass der Schiffskörper neu aufgebaut werden musste. Bedingt durch hohen Reparatur- und Sanierungsbedarf legte die Köln-Düsseldorfer das Fahrgastschiff nach der Sommersaison 1980 still.
Nach der Schenkung an die Gesellschaft zur Förderung des Deutschen Rheinschiffahrtsmuseum Mannheim wurde der Ausflugsdampfer zum Ausstellungsschiff umgebaut. Seit dem 17. Oktober 1985 liegt es fest verankert als Museumsschiff Mannheim unterhalb der Kurpfalzbrücke auf dem Neckar. Es beherbergt eine Dauerausstellung des Technoseums zur Geschichte der Binnenschifffahrt.

## Technische Beschreibung

### Rumpf, Decks und Ausstattung

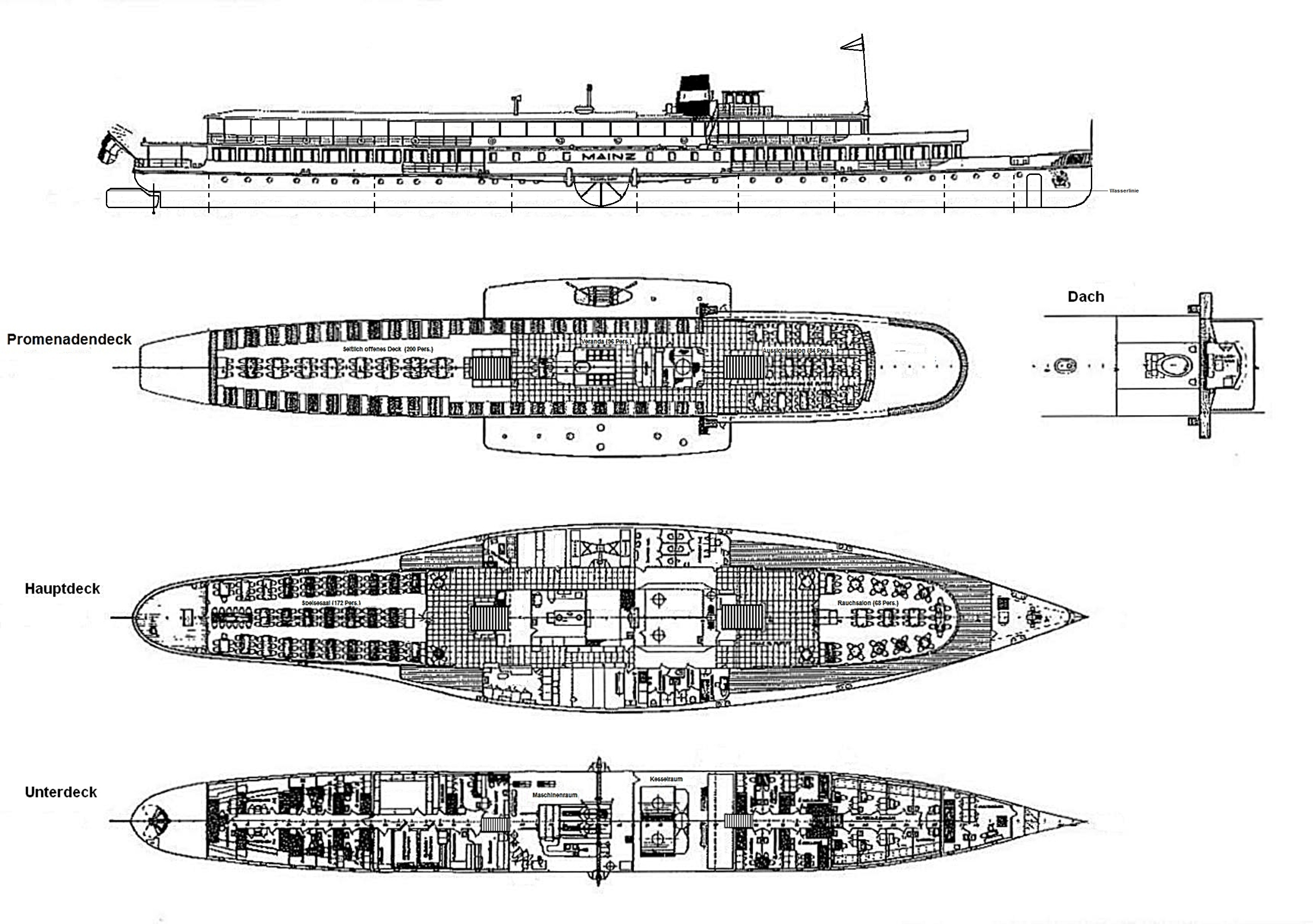
Deckplan der Mainz ab 1957

Die Mainz wurde als Einrumpfschiff mit spitz zulaufendem Bug, geradem Dampfersteven und einem Kreuzerheck konstruiert. Der Rumpf besteht aus genieteten Stahlplatten auf Spanten. Das Schiff verfügt über zwei feste Decks und ein komplett mit Holz überdachtes Schutzdeck. Die vordere Hälfte des Decks erhielt nach der Havarie im Jahre 1956 eine feste Verkleidung, die zum Windschutz bugseitig verglast wurde. Die Länge zwischen den Steven liegt bei 80,50 m, die Länge über alles wird mit 83,62 m angegeben. Die Breite auf Spanten beträgt 8,70 m, die Breite über die Radkästen 16,20 m.
Im Unterdeck, das zur Sicherheit mit acht Querschotten ausgerüstet wurde, lagen zu ihrer aktiven Einsatzzeit im vorderen Bereich die Mannschaftskabinen und sechs Ruhekabinen für Passagiere. In der Schiffsmitte befanden sich die beiden Dampfkessel und die Dampfmaschine, dahinter weitere Personalkabinen und Vorratsräume. Auf dem Hauptdeck wurde im Bugbereich ein Freideck eingerichtet, dem sich ein Rauchsalon mit 68 Sitzplätzen anschloss. In dem Radkasten an Backbord gab es einen Friseursalon, die Passagiertoiletten, die Garderobe, einen Gepäckraum und das Inspekteursbüro, im Steuerbord-Radkasten eine weitere Mannschaftskabine, die Personaltoiletten, die Schiffsküche und zwei Spülräume; großflächige Eingangsbereiche vor und hinter den Radkästen waren mit jeweils 16 Sitzplätzen ausgestattet. Im hinteren Bereich war der Speisesaal des Dampfers mit Plätzen für 172 Gäste. Achtern wurde ein überdachtes Freideck eingerichtet. Der auf dem Schutzdeck in der vorderen Schiffshälfte liegende, für 84 Personen ausgerichtete Aussichtssalon verfügte über einen rundumführenden vertäfelten Außenbereich. Von der für 96 Personen ausgelegten Veranda im Mittelschiff konnte über einen offenen Schacht die im Betrieb befindliche Dampfmaschine betrachtet werden. Der überdachte hintere Bereich des Decks bot Platz für 200 Fahrgäste, war seitlich offen und mit einem Geländer gesichert.

### Antrieb und Steuerung
Die Mainz wurde von einer schrägliegenden Zweizylinder-Verbunddampfmaschine mit Ventilsteuerung der Maschinenfabrik Christof Ruthof mit einer Leistung von 900 PS über zwei mit Schubstangen und Exzenter gesteuerte 3,80 m hohe Schaufelräder mit jeweils acht Schaufeln angetrieben. Sie verfügte über zwei Zweiflammrohr-Zylinderkessel, die bei den Deutschen Babcock & Wilcox Dampfkessel-Werken in Oberhausen hergestellt worden waren. Mit insgesamt 291 m² Heizfläche erzeugten sie einen Dampfdruck von 12,5 kp/cm² (12,3 bar). Der Kohleverbrauch lag bei einer Bunkerkapazität von 33 Tonnen bei durchschnittlich 590 Kilogramm in der Stunde. Seit dem Umbau der Kesselanlage wurde Schweröl als Brennstoff verwendet. Die Steuerung des Schiffs erfolgte über eine dampfbetriebene Rudermaschine mit einem 4,46 m langen Einflächenruder. Der Dampfer erreichte bei fahrplanmäßiger Bergfahrt eine Durchschnittsgeschwindigkeit von 18 km/h und von 23 km/h bei Talfahrt. Mit einer Höchstgeschwindigkeit von 22 km/h bei Bergfahrt war die Mainz bis zur Indienststellung des Tragflügelboots Rheinpfeil das schnellste Fahrgastschiff auf dem Rhein.

## Geschichte

### Planung, Bau und Inbetriebnahme

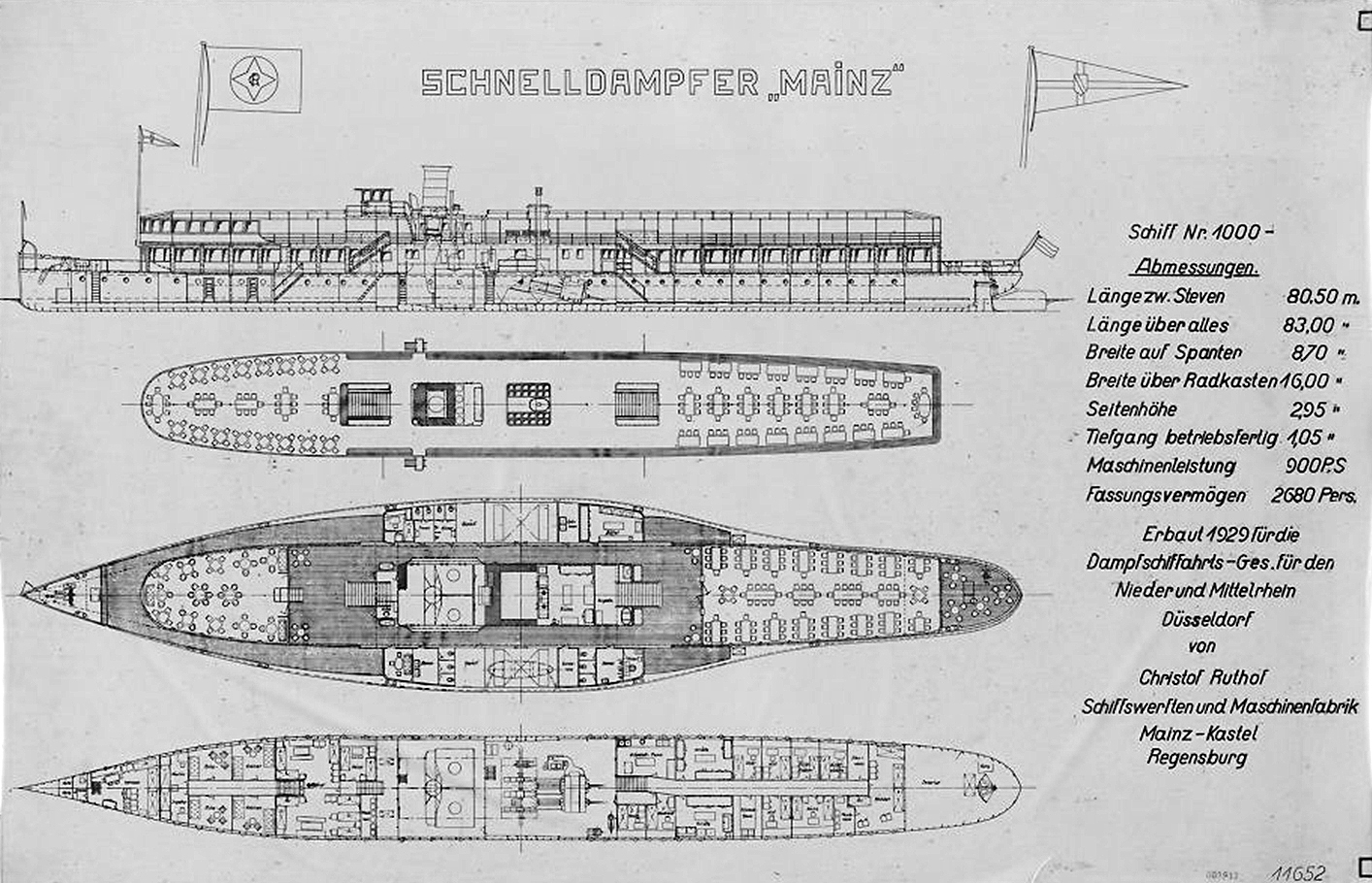
Generalplan aus dem Jahr 1929

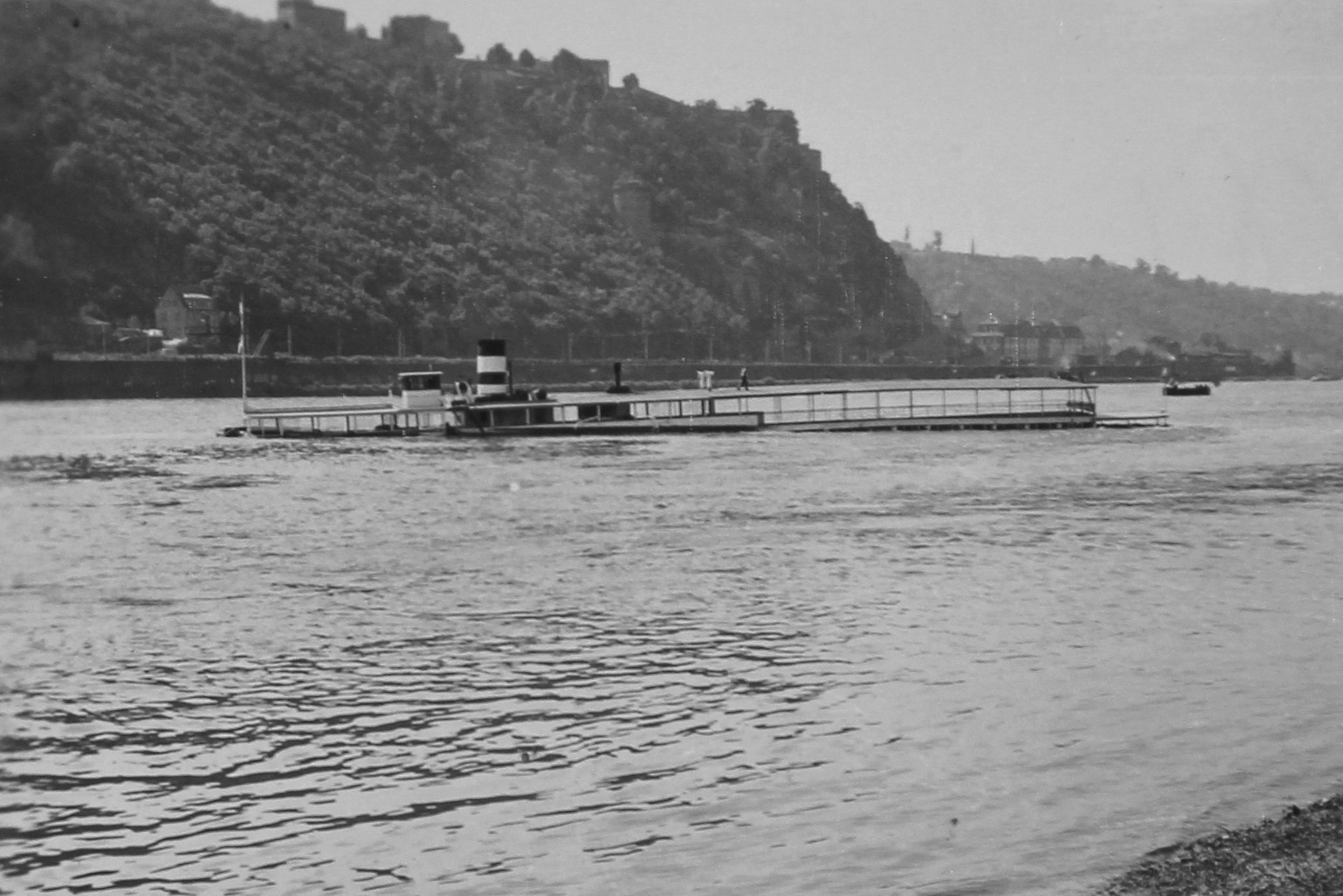
Die Mainz nach der Havarie im Juni 1956

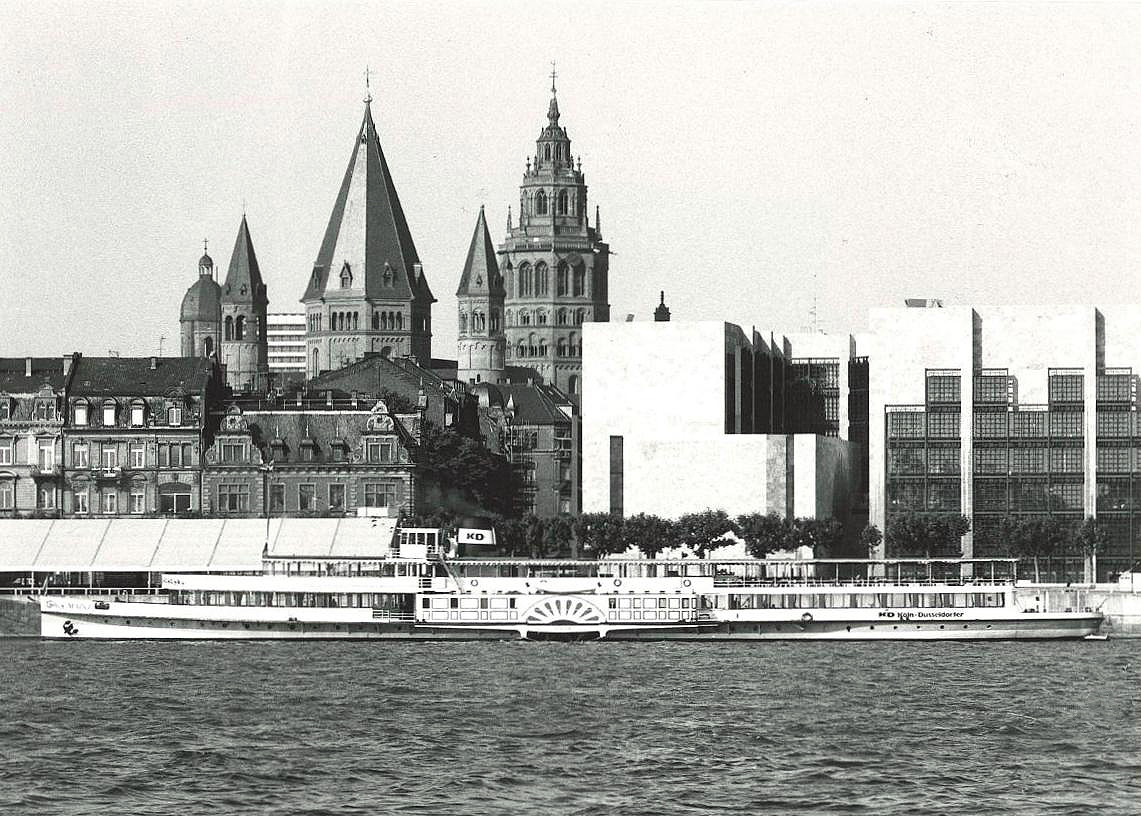
Die Mainz in Mainz

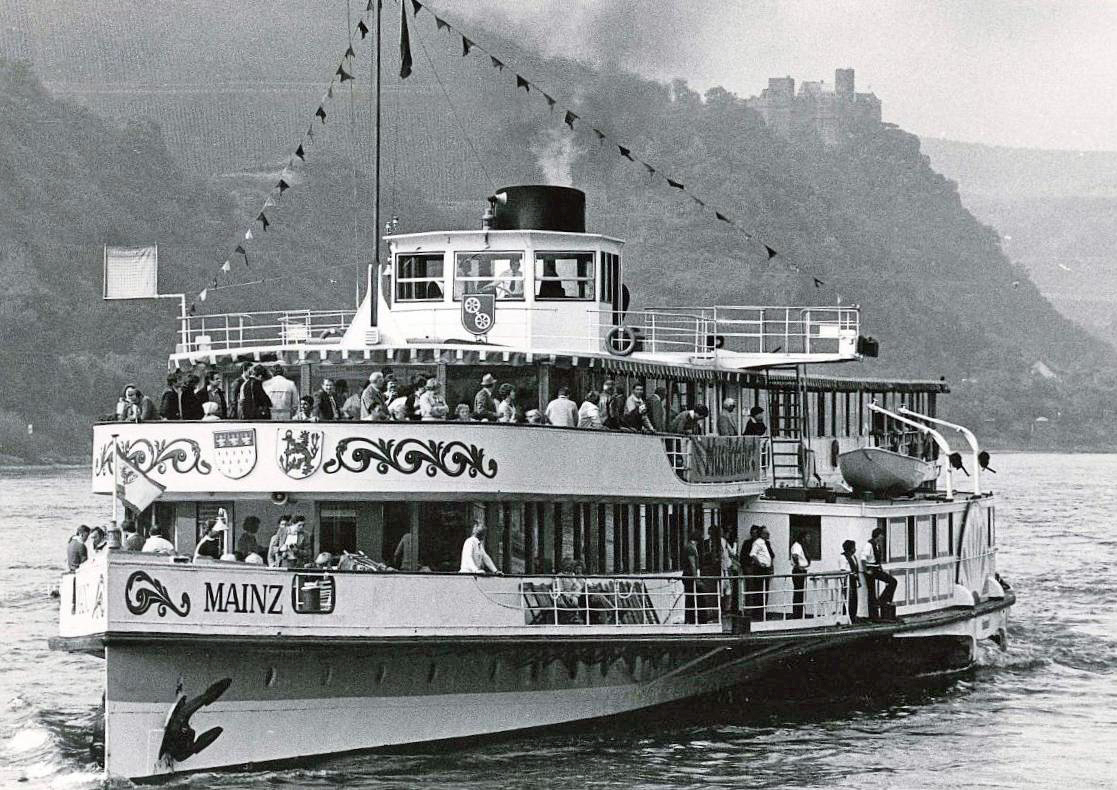
„Musikfahrt“ auf dem Rhein in den
1970er-Jahren

Die DGNM bestellte bei der Ruthof-Werft am 17. Januar 1928 ein Fahrgastschiff, das durch die Rumpfform und die Optimierung der Schaufelräder für Schnellfahrten auf dem Rhein geeignet sein sollte. In der Hamburgischen Schiffbau-Versuchsanstalt wurde deshalb eine Versuchsreihe mit Modellschiffen durchgeführt. Nach Beendigung der Tests wurden ab dem 2. Juli 1928 die ersten Schiffsteile gefertigt. Die Kiellegung erfolgte am 10. Oktober, der Stapellauf am 19. März des Folgejahres. Da bei der ersten Probefahrt am 4. Mai Mängel festgestellt wurden, musste der geplante Termin für die Jungfernfahrt infolge des Nacharbeitungszeitbedarfs vom 19. Mai auf den 4. Juni 1929 verschoben werden. Unter Anwesenheit von etwa 200 Ehrengästen hielten der Oberbürgermeister Karl Külb und der IHK-Vorsitzende Christian Scholz am Mainzer Rheinufer die Festreden zur Schiffstaufe. Sie waren die Sprecher der Taufpaten – der Stadt Mainz und der Industrie- und Handelskammer für Rheinhessen. Die anschließende als Schnellfahrt durchgeführte neunstündige Jungfernreise endete in Köln. Ab dem Folgetag wurde die Mainz im Plandienst auf gleicher Strecke eingesetzt. Das mit Kohle befeuerte Dampfschiff durfte bis zu 2680 Fahrgäste aufnehmen.

### Zweiter Weltkrieg und Nachkriegszeit
Die Mainz gehörte zu den zwölf Schiffen der Reederei, die mit Ausbruch des Zweiten Weltkriegs stillgelegt wurden. Der Seitenraddampfer lag von September 1939 bis Januar 1943 in den Häfen von Krefeld, Düsseldorf und Oberwinter. 1941 wurde ein blaugrauer Tarnanstrich aufgetragen. Nach Instandsetzungsarbeiten an den beweglichen Teilen und an den Dampfkesseln auf der Kölner Werft wurde das Schiff in den Sommerhalbjahren 1943 und 1944 im Personen- und Güterverkehr sowie für Evakuierungsfahrten eingesetzt. In der Winterzeit war es in Rüdesheim und Oberwesel abgestellt. Die Reichsbahndirektion Mainz mietete das Schiff ab November 1944 und verwendete es als Wohnschiff in Gernsheim. Am 23. Februar 1945 wurde die Mainz zum Altrhein bei Erfelden verlegt. Bei Kriegsende war die Mainz das einzige von 22 Schiffen der Reederei, das den Krieg fahrfähig überstanden hatte. Die durch Maschinengewehrfeuer von Tieffliegern verursachten 328 Einschusslöcher konnten vom KD-Personal bis September 1945 notdürftig ausgebessert werden. Nach Freigabe durch die amerikanischen Behörden konnte das Schiff am 21. Februar 1946 mit eigener Kraft in den Kölner Rheinauhafen fahren. Dort wurden der Tarnanstrich entfernt und weitere Instandhaltungsarbeiten durchgeführt. Nach der Fertigstellung beschlagnahmten die amerikanischen Alliierten das Schiff am 31. März 1946 und überführten es nach Assmannshausen. Das Tour Center Assmannshausen führte mit dem Schiff dreimal wöchentlich Erholungsfahrten für Soldaten der US-Army durch. Nach Auflösung des Tour Center im November konnte die Köln-Düsseldorfer wieder über das Schiff verfügen. Im Düsseldorfer Hafen wurde es zum Hotelschiff mit 20 Doppelkabinen umgebaut. Es wurde im Winter 1946/47 und zwischen 1. Juli 1947 und dem Frühjahr 1948 im Düsseldorfer Berger Hafen als Hotelschiff eingesetzt. In den Frühjahrsmonaten war es über einen Chartervertrag für das Assmannshausen Rest Center wieder für Erholungsfahrten im Einsatz. Ab dem 28. August 1948 setzte die Köln-Düsseldorfer das Schiff fünfmal wöchentlich für Ausflugsfahrten ein. Nach der Beseitigung der restlichen Kriegsschäden im Winter 1948/49 konnte die Mainz ab dem 14. April 1949 wieder auf der Schnellfahrt zwischen Köln und Mainz eingesetzt werden. Der Besitz wurde zu diesem Zeitpunkt an die DGNM zurückübertragen.

### 1950er- und 1960er-Jahre
Bei Werftaufenthalten in den Winterpausen von 1950 bis 1955 wurde das Schiff komplett modernisiert. Unter anderem erhielt das Unterdeck eine andere Aufteilung der Wirtschaftsräume und Personalkabinen; auch wurde auf dem Oberdeck anstatt der vorherigen Sonnensegel ein Holzdach mit festen Seitenwänden bis vor die Radkästen installiert. Zum Abschluss der Arbeiten wurde die Dampfmaschine Anfang 1956 von Kohle- auf Ölfeuerung umgestellt.
Am Mittag des 12. Juni 1956 kam es bei einem Wendemanöver der Mainz in Höhe des Koblenzer Pegelhauses zu einer Kollision mit dem zu Berg fahrenden 800-t-Gütermotorschiff Elise, das von einem 18-jährigen Matrosen ohne Rheinschifferpatent gesteuert wurde. Das Passagierschiff wurde backbord hinter dem Radkasten stark beschädigt. Kurz nachdem der Kapitän mit dem Havaristen das von ihm zur Evakuierung vorgesehene seichte Ufer in Koblenz-Neuendorf bei Rheinkilometer 592,5 erreichte, sank das Schiff infolge des starken Wassereinbruchs. Die 91 Passagiere und 40 Besatzungsmitglieder konnten von kleineren Booten und der Wasserschutzpolizei aufgenommen werden. Bedingt durch die starke Strömung des hochwasserführenden Rheins rissen die Ankerketten und die Mainz drehte sich mit dem Bug zur Flussmitte. Dabei brach der Schiffsrumpf kurz hinter den Radkästen durch. Nur die Schiffsaufbauten der oberen Decks hielten den Schiffskörper noch zusammen. Mit Hilfe der Hebeböcke Kondor, Arend, Titan und Cyclop konnte der Havarist am 28. Juni gehoben werden. Noch in den Trossen hängend wurde der Schiffsrumpf notdürftig repariert und anschließend in Ufernähe verankert. Am 4. Juli wurde das nicht manövrierfähige Schiffswrack zur Instandsetzung in die Kölner Werft geschleppt. Die Bergungskosten lagen bei 750.000 DM. Während des fast einjährigen unfallbedingten Werftaufenthaltes erhielt das Schiff abermals eine komplett neue Ausstattung, zudem wurden ein neuer Ruderstuhl und ein zeitgemäßer Schornstein angebracht. Die Instandsetzungs- und Umbaukosten lagen bei 1.000.000 DM. Die Fahrgastzahl wurde bei der amtlichen Abnahme der Schiffsuntersuchungskommission Köln auf 1600 heruntergesetzt. Nach der Sommersaison 1963 übernahm das neu gebaute Fahrgastschiff Loreley den Schnellfahrdienst auf der Strecke Köln–Mainz. Die Mainz wurde im Linien- und Ausflugsverkehr eingesetzt. 1965 wurde die zulässige Passagierzahl auf 1790 erhöht. Am 16. Mai 1967 fusionierten die DGMN und die Preußisch-Rheinische Dampfschiffahrtsgesellschaft zur Köln-Düsseldorfer Deutsche Rheinschiffahrt AG. Der Besitz aller Schiffe der beiden Unternehmen wurde in die neue Gesellschaft übertragen.

### Von 1970 bis zur Außerdienststellung
Am 4. September 1970 versuchte der Kapitän, die Mainz talwärts fahrend bei schweren Sturmböen anzulegen. Beim zweiten Versuch versagte sowohl der Maschinentelegraf als auch die Ruderanlage, so dass das Schiff zuerst die KD-Anlegebrücke rammte und danach gegen die Anlegebrücke der Fähre Bingen–Rüdesheim fuhr. Eine Kaimauer bremste schließlich das Schiff. Es wurde dabei an der Backbordseite am Radkasten und an der Hecküberdachung schwer beschädigt. Die beiden Anlegebrücken wurden vom Ufer losgerissen und versanken im Rhein. Nach einer Notreparatur in ihrer Bauwerft war die Mainz wieder fahrbereit. Alle Havarieschäden wurden im Frühjahr 1971 in der niederländischen Ijsselwerft beseitigt. Das Schiff hatte ab 1973 infolge des Alters einen hohen Sanierungsbedarf, der jährlich zu mehrmaligen Werftaufenthalten führte. Insbesondere der marode Schiffsboden, die Maschine, die Heizkessel und die Ruderanlage mussten mehrmals instand gesetzt werden.
Als nach der Sommersaison 1980 erneut großer Reparaturbedarf bestand, beschloss die Geschäftsführung der Köln-Düsseldorfer, den nicht mehr wirtschaftlich zu betreibenden Raddampfer im Folgejahr nicht mehr einzusetzen. Der letzte Planeinsatz war eine Abendfahrt auf der Strecke Koblenz–Boppard–Koblenz am 27. September 1980. Am nächsten Tag fuhr die Mainz ohne Passagiere in den Hafen Köln-Niehl, wo sie mit sofortiger Wirkung stillgelegt und im Oktober 1981 außer Dienst gestellt wurde. Bis 1985 lag sie ohne weitere Verwendung im Hafenbecken 4a – dem sogenannten „KD-Hafen“. Im Juli 1985 schloss die Reederei einen Schenkungsvertrag mit der Gesellschaft zur Förderung des Deutschen Rheinschiffahrtsmuseum Mannheim. Der neue Eigentümer ließ das Fahrgastschiff am 31. August 1985 im Koppelverband von dem Gütermotorschiff Haniel 62 zum Umbau nach Speyer überführen.

## Museumsschiff Mannheim

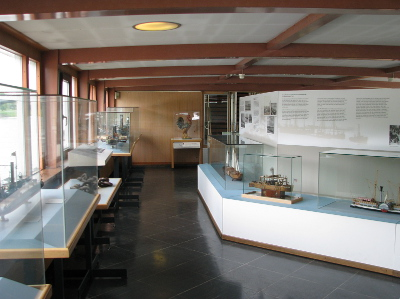
Dauerausstellung im Museumsschiff

Das Schiff im Köln-Deutzer Hafen am 30. Juli 2023

In der Werft Josef Braun wurde der Kasko vom 18. Oktober bis Januar 1986 saniert und konserviert. Das Schiff erhielt eine von den Dampfkesseln unabhängige Heizungsanlage und ein geschlossenes Abwassersystem. Anschließend wurde der Innenraum für die zukünftige Verwendung als Ausstellungsschiff umgebaut. Die Dampfmaschine und die Schaufelräder wurden gängig gemacht, damit sie von einem Elektromotor angetrieben und für Demonstrationszwecke benutzt werden konnten. Die Renovierungs- und Umbaukosten lagen bei 1.400.000 DM. Am 2. Oktober wurde das in Museumsschiff Mannheim umbenannte Schiff zum Liegeplatz unterhalb der Kurpfalzbrücke auf den Neckar in Mannheim überführt. Am 17. Oktober 1986 übergab der Förderverein das fertiggestellte Schiff im festlichen Rahmen an das Landesmuseum für Technik und Arbeit in Mannheim (seit 2009 Technoseum). In den beiden Ausstellungsräumen auf dem Hauptdeck werden die Besucher mit vielen Schiffsmodellen über die Geschichte der Binnenschifffahrt informiert. Zur Erforschung des Naturraums Neckar richtete das Museum mehrere Versuchsstationen für Kinder ein. Auf dem Oberdeck wurden ein Restaurant und eine Veranstaltungsfläche eingerichtet.
Das Schiff ist seit dem 31. Dezember 2019 außer Betrieb, da „TÜV“ und die Liegegenehmigung der Stadt Mannheim abgelaufen sind. Es besteht die Gefahr, dass der letzte große Rheindampfer abgewrackt wird.
Am 10./11. Juli 2023 wurde das Schiff in die Köln-Deutzer Werft überführt. Ziel ist es, das Museumsschiff technisch zu überholen und mit neuem Anstrich zu versehen, um es nach Innenrenovierung im Herbst in Mannheim erneut zu eröffnen. Seit dem 27. Oktober 2023 ist der Dampfer in Mannheim zurück.

Bilder des Museumsschiffs Mannheim
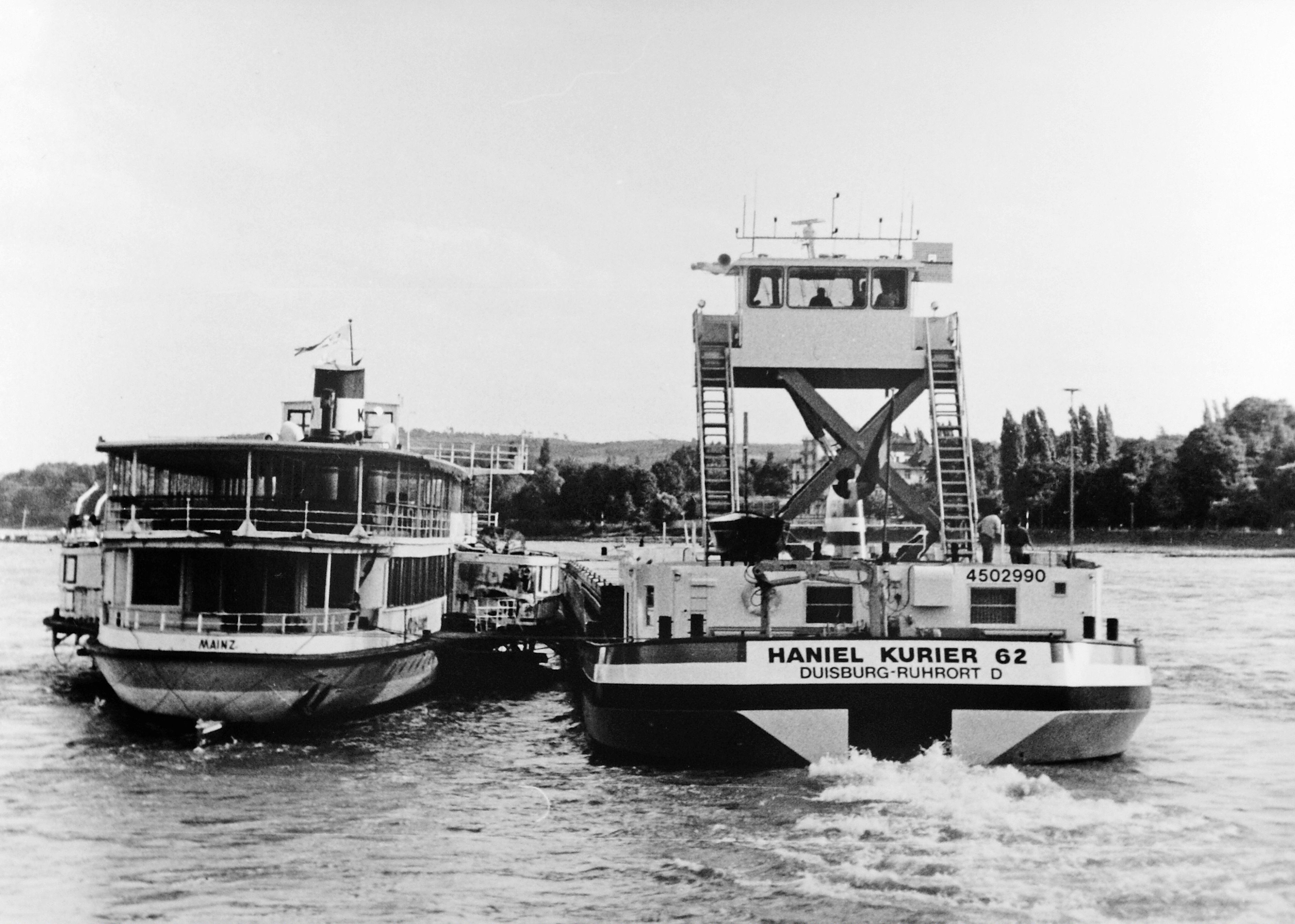
Überführungsfahrt nach Speyer, 31. August 1985
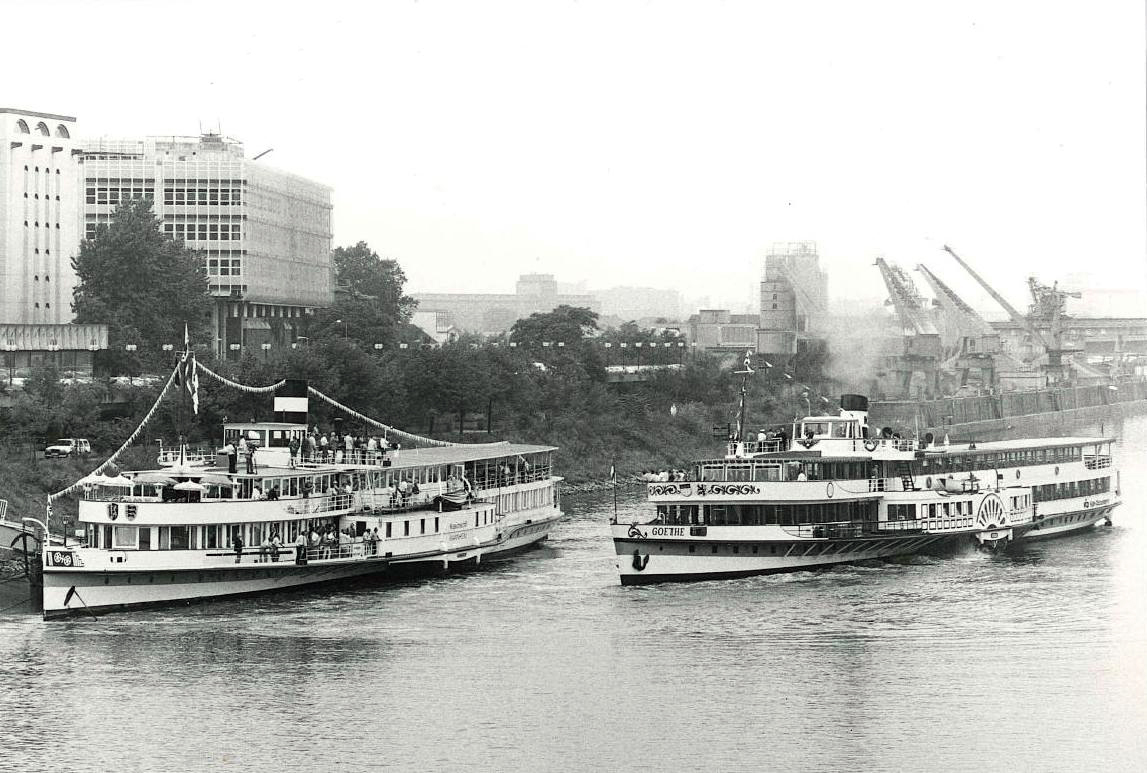
Besuch des Raddampfers Goethe, 8. August 1989
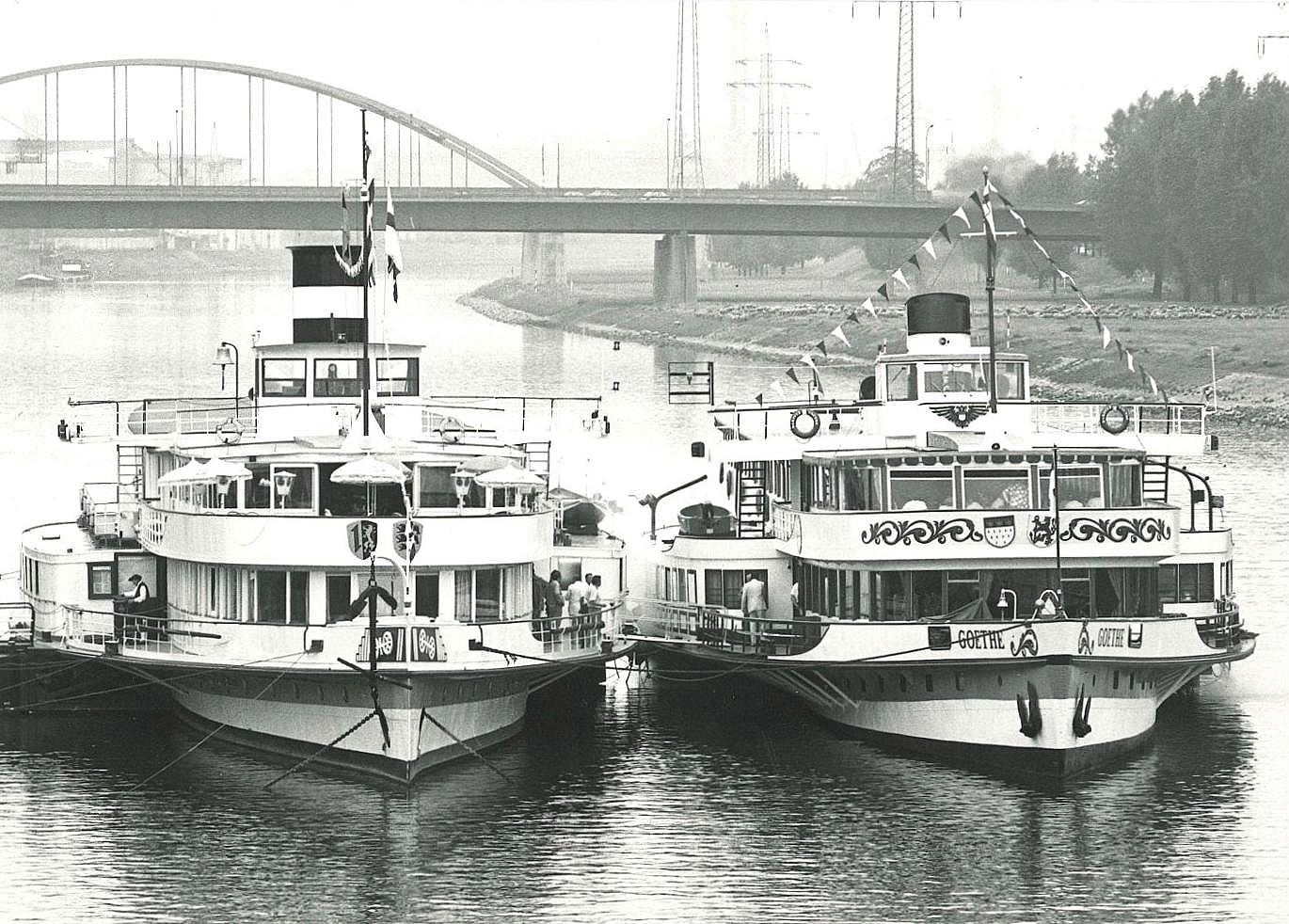
Besuch des Raddampfers Goethe, 8. August 1989
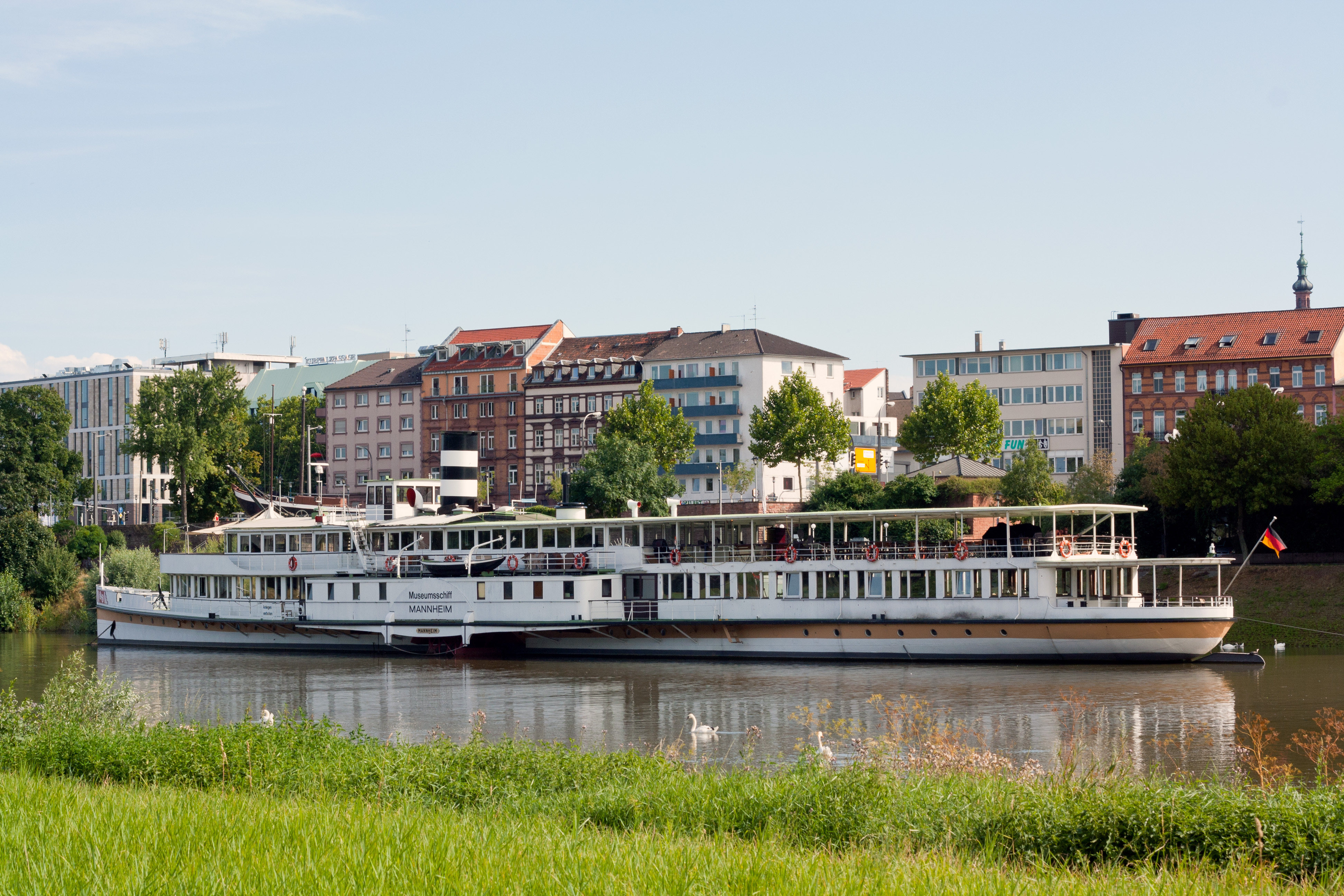
Seitenansicht von hinten, 2010
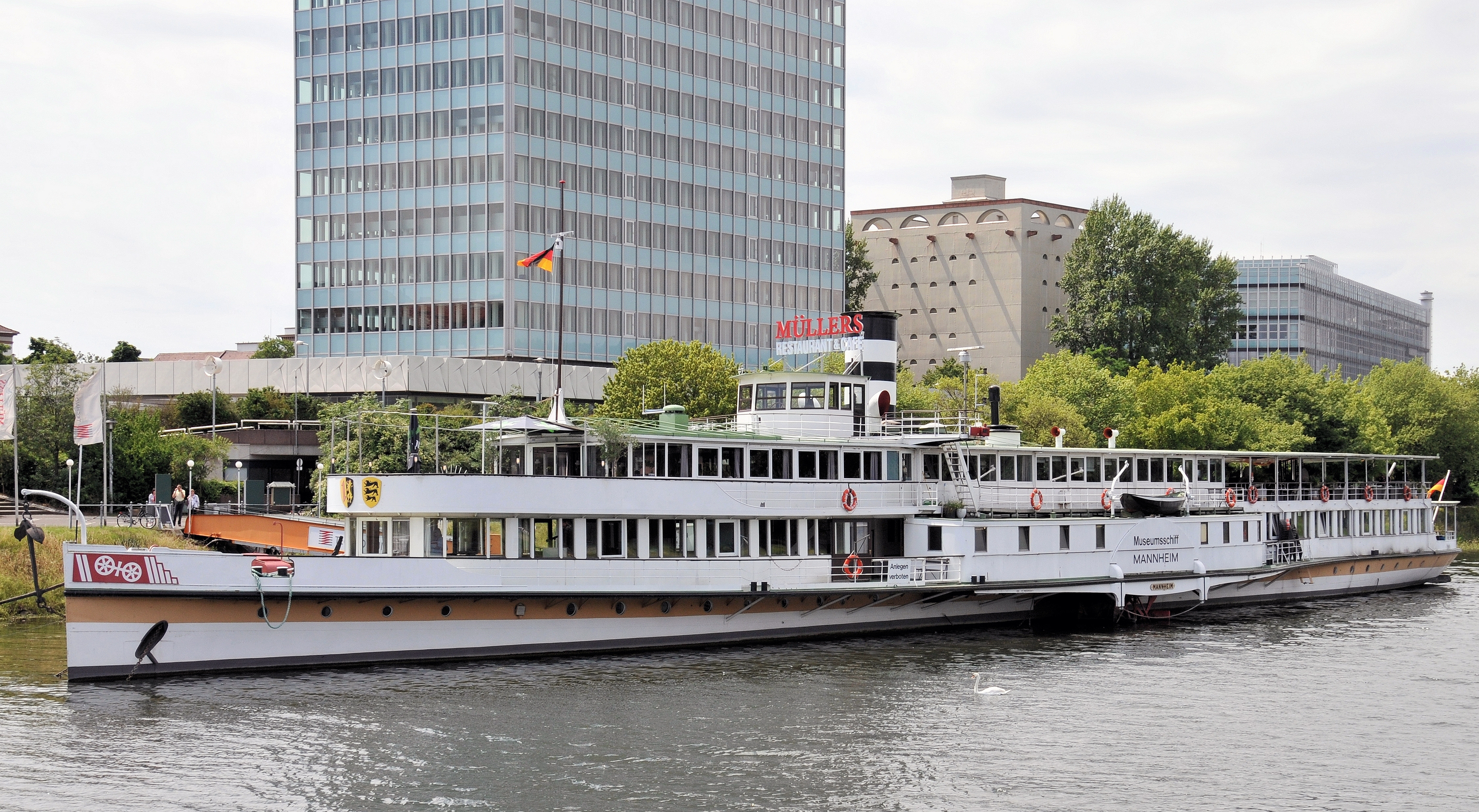
Seitenansicht von vorne, 2011